# Championnat d'Asie féminin de basket-ball des moins de 16 ans 2009
Navigation
Chine 2011
Le championnat d'Asie féminin de basket-ball des moins de 16 ans 2009 se déroule à Pune en Inde du 30 novembre au 6 décembre 2009. Il s'agit de la première édition de la compétition.

## Équipes participantes

### Qualifications
12 équipes, issues des différentes zones de qualification du Championnat d'Asie U16, sont qualifiées pour cette compétition.
| Mode de qualification                                             | Places | Nations qualifiées                        |
| ----------------------------------------------------------------- | ------ | ----------------------------------------- |
| Hôte du championnat d'Asie U16 2009                               | 1      | Inde                                      |
| Qualifications Championnat d'Asie U16 2009 (Zone Asie Centrale)   | 1      | Kazakhstan                                |
| Qualifications Championnat d'Asie U16 2009 (Zone Asie de l'Est)   | 5      | Chine Corée du Sud Hong Kong Japon Taïwan |
| Qualifications Championnat d'Asie U16 2009 (Zone Asie du Sud)     | 1      | Sri Lanka                                 |
| Qualifications Championnat d'Asie U16 2009 (Zone Asie du Sud-Est) | 4      | Malaisie Philippines Singapour Thaïlande  |

## Rencontres

### Premier tour
Légende des classements
- Qualifié pour les demi-finales
- Qualifié pour les matches de classement

#### Groupe A
| Rang | Équipe      | Pts | J | G | P | Pp  | Pc  | Diff |  | Résultats (dom.\ext.) |   |       |        |        |        |        |
| ---- | ----------- | --- | - | - | - | --- | --- | ---- |  | --------------------- | - | ----- | ------ | ------ | ------ | ------ |
| 1    | Chine       | 10  | 5 | 5 | 0 | 571 | 170 | 401  |  | Chine                 |   | 82-54 | 108-37 | 129-36 | 137-28 | 115-15 |
| 2    | Taïwan      | 9   | 5 | 4 | 1 | 512 | 203 | 309  |  | Taïwan                | - |       | 95-37  | 110-30 | 106-34 | 147-20 |
| 3    | Inde        | 8   | 5 | 3 | 2 | 333 | 361 | -28  |  | Inde                  | - | -     |        | 91-64  | 74-49  | 94-45  |
| 4    | Philippines | 7   | 5 | 2 | 3 | 265 | 441 | -176 |  | Philippines           | - | -     | -      |        | 63-55  | 76-56  |
| 5    | Hong Kong   | 6   | 5 | 1 | 4 | 238 | 427 | -189 |  | Hong Kong             | - | -     | -      | -      |        | 72-47  |
| 6    | Singapour   | 5   | 5 | 0 | 5 | 183 | 500 | -317 |  | Singapour             | - | -     | -      | -      | -      |        |

#### Groupe B
| Rang | Équipe       | Pts | J | G | P | Pp  | Pc  | Diff |  | Résultats (dom.\ext.) |   |        |        |        |        |        |
| ---- | ------------ | --- | - | - | - | --- | --- | ---- |  | --------------------- | - | ------ | ------ | ------ | ------ | ------ |
| 1    | Japon        | 10  | 5 | 5 | 0 | 564 | 182 | 382  |  | Japon                 |   | 104-54 | 103-49 | 112-26 | 125-44 | 120-9  |
| 2    | Corée du Sud | 9   | 5 | 4 | 1 | 405 | 303 | 102  |  | Corée du Sud          | - |        | 78-58  | 88-60  | 69-53  | 113-26 |
| 3    | Thaïlande    | 8   | 5 | 3 | 2 | 303 | 334 | -31  |  | Thaïlande             | - | -      |        | 68-66  | 71-60  | 57-29  |
| 4    | Malaisie     | 7   | 5 | 2 | 3 | 310 | 347 | -37  |  | Malaisie              | - | -      | -      |        | 78-54  | 80-25  |
| 5    | Kazakhstan   | 6   | 5 | 1 | 4 | 281 | 388 | -107 |  | Kazakhstan            | - | -      | -      | -      |        | 70-42  |
| 6    | Sri Lanka    | 5   | 5 | 0 | 5 | 131 | 440 | -309 |  | Sri Lanka             | - | -      | -      | -      | -      |        |

### Tableau final
|  | Demi-finales    | Demi-finales    | Demi-finales    | Demi-finales    |                               |       | Finale          | Finale          | Finale          | Finale          |
|  |                 |                 |                 |                 |                               |       |                 |                 |                 |                 |
|  | 5 décembre 2009 | 5 décembre 2009 | 5 décembre 2009 | 5 décembre 2009 |                               |       | 6 décembre 2009 | 6 décembre 2009 | 6 décembre 2009 | 6 décembre 2009 |
|  | B1              | Japon           | 79              | 79              |                               |       | 6 décembre 2009 | 6 décembre 2009 | 6 décembre 2009 | 6 décembre 2009 |
|  | B1              | Japon           | 79              | 79              |                               |       | 6 décembre 2009 | 6 décembre 2009 | 6 décembre 2009 | 6 décembre 2009 |
|  | A2              | Taïwan          | 49              | 49              |                               |       | 6 décembre 2009 | 6 décembre 2009 | 6 décembre 2009 | 6 décembre 2009 |
|  | A2              | Taïwan          | 49              | 49              | Japon                         | Japon | 86              | 86              |                 |                 |
|  | 5 décembre 2009 |                 |                 |                 | Japon                         | Japon | 86              | 86              |                 |                 |
|  |                 |                 | Chine           | Chine           | 99                            | 99    |                 |                 |                 |                 |
|  | A1              | Chine           | Chine           | Chine           | 99                            | 99    | 110             | 110             |                 |                 |
|  | A1              | Chine           |                 |                 |                               |       |                 | 110             |                 |                 |
|  | B2              | Corée du Sud    | 42              | 42              |                               |       |                 |                 |                 |                 |
|  | B2              | Corée du Sud    | 42              | 42              | Match pour la troisième place |       |                 |                 |                 |                 |
|  |                 |                 |                 |                 |                               |       |                 |                 |                 |                 |
|  | 6 décembre 2009 |                 |                 |                 |                               |       |                 |                 |                 |                 |
|  | Taïwan          | Taïwan          | 66              | 66              |                               |       |                 |                 |                 |                 |
|  | Taïwan          | Taïwan          | 66              | 66              |                               |       |                 |                 |                 |                 |
|  | Corée du Sud    | Corée du Sud    | 63              | 63              |                               |       |                 |                 |                 |                 |
|  | Corée du Sud    | Corée du Sud    | 63              | 63              |                               |       |                 |                 |                 |                 |

### Matches de classement

#### Match pour la5eplace
| 6 décembre 2009 12 h 00 UTC+05:30 | Rapport | Inde                                               | 64-79 | Thaïlande |  | Shree Shiv Chhatrapati Sports Complex, Pune |
| 6 décembre 2009 12 h 00 UTC+05:30 | Rapport | Score par quart-temps : 10-10, 22-22, 14-26, 18-21 |       |           |  | Shree Shiv Chhatrapati Sports Complex, Pune |

#### Match pour la7eplace
| 6 décembre 2009 10 h 00 UTC+05:30 | Rapport | Philippines                                        | 65-54 | Malaisie |  | Shree Shiv Chhatrapati Sports Complex, Pune |
| 6 décembre 2009 10 h 00 UTC+05:30 | Rapport | Score par quart-temps : 15-10, 14-14, 15-11, 21-19 |       |          |  | Shree Shiv Chhatrapati Sports Complex, Pune |

#### Match pour la9eplace
| 5 décembre 2009 12 h 00 UTC+05:30 | Rapport | Hong Kong                                         | 65-64 | Kazakhstan |  | Shree Shiv Chhatrapati Sports Complex, Pune |
| 5 décembre 2009 12 h 00 UTC+05:30 | Rapport | Score par quart-temps : 22-15, 8-18, 19-20, 16-11 |       |            |  | Shree Shiv Chhatrapati Sports Complex, Pune |

#### Match pour la11eplace
| 5 décembre 2009 10 h 00 UTC+05:30 | Rapport | Singapour                                         | 57-46 | Sri Lanka |  | Shree Shiv Chhatrapati Sports Complex, Pune |
| 5 décembre 2009 10 h 00 UTC+05:30 | Rapport | Score par quart-temps : 17-10, 15-15, 14-8, 11-13 |       |           |  | Shree Shiv Chhatrapati Sports Complex, Pune |

## Classement final
| Place                    | Équipe       | Vict.-Déf. |
| ------------------------ | ------------ | ---------- |
| Médaille d'or, Asie      | Chine        | 7 - 0      |
| Médaille d'argent, Asie  | Japon        | 6 - 1      |
| Médaille de bronze, Asie | Taïwan       | 5 - 2      |
| 4                        | Corée du Sud | 4 - 3      |
| 5                        | Thaïlande    | 4 - 2      |
| 6                        | Inde         | 3 - 3      |
| 7                        | Philippines  | 3 - 3      |
| 8                        | Malaisie     | 2 - 4      |
| 9                        | Hong Kong    | 2 - 4      |
| 10                       | Kazakhstan   | 1 - 5      |
| 11                       | Singapour    | 1 - 5      |
| 12                       | Sri Lanka    | 0 - 6      |

- Qualification pour la Coupe du Monde U17 2010

## Leaders statistiques

### Points
| Place | Nom                 | Équipe    | PPM  |
| ----- | ------------------- | --------- | ---- |
| 1     | Meng Li             | Chine     | 19,3 |
| 2     | Thidaporn Maihom    | Thaïlande | 17,7 |
| 3     | Mengxin Sun         | Chine     | 15,9 |
| 4     | Sneha Raiguru       | Inde      | 15,7 |
| 5     | Pornnutcha Sawatong | Thaïlande | 15,6 |